# Кротовые крысы
Кротовые крысы, или африканские бамбуковые крысы (лат. Tachyoryctes) — род грызунов семейства слепышовых. Встречается в Восточной Африке.

## Виды
- Tachyoryctes ankoliae
- Tachyoryctes annectens
- Tachyoryctes audax
- Tachyoryctes daemon
- Tachyoryctes ibeanus
- Tachyoryctes macrocephalus
- Tachyoryctes naivashae
- Tachyoryctes rex
- Tachyoryctes ruandae
- Tachyoryctes ruddi
- Tachyoryctes spalacinus
- Восточноафриканская кротовая крыса (Tachyoryctes splendens)
- Tachyoryctes storeyi